# FF Meta

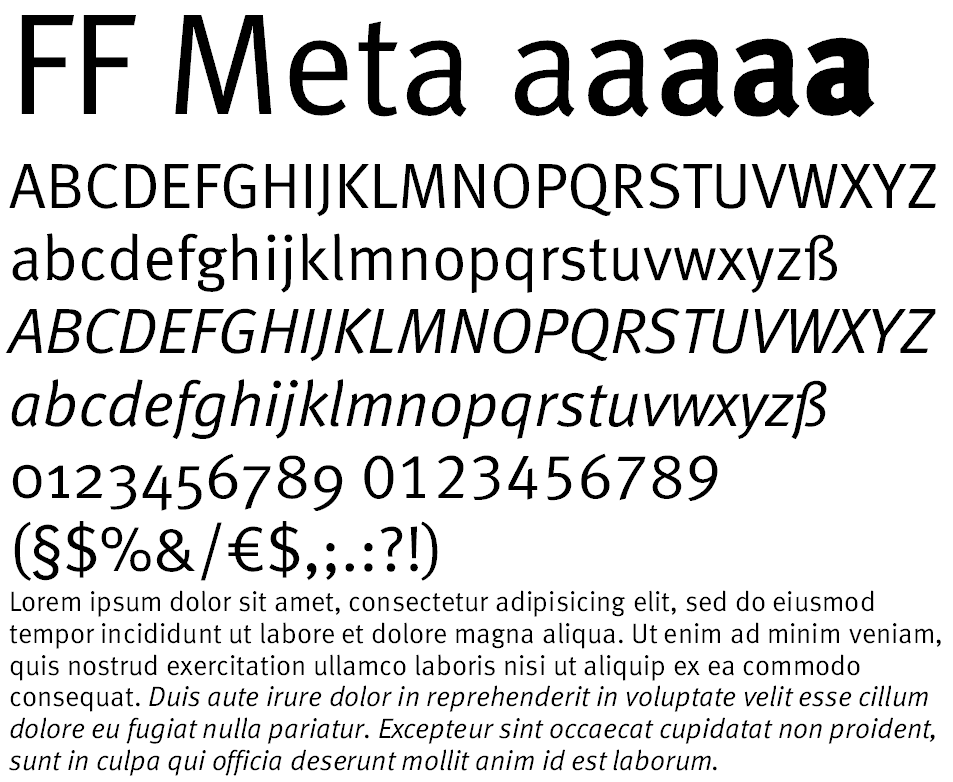
Schriftprobe der FF Meta

FF Meta ist eine von Erik Spiekermann gestaltete und in der FontFont-Bibliothek veröffentlichte digitale Schriftart. Sie zählt zu den bekanntesten zeitgenössischen Schriften und wird in die Gruppe der (humanistischen) serifenlosen Linear-Antiqua bzw. dynamischen Grotesken (nach Hans Peter Willberg und Indra Kupferschmid) eingeordnet.

## Entstehung und Charakter
Das Berliner Büro der Londoner Designagentur Sedley Place Design sollte 1985 ein Corporate Design für die Deutsche Bundespost entwickeln, wobei deutlich wurde, dass die bis dahin als Hausschrift verwendete Helvetica vielen Anforderungen nicht gewachsen war. Da es keine Schrift gab, die den Kriterien für eine neue Hausschrift genügte, wurden von Spiekermann mehrere existierende Schriftfamilien (u. a. Polo, Syntax, News Gothic und Akzidenz Grotesk) analysiert und geeignete Merkmale in den neuen Entwurf, der unter dem Namen „PT 55“ erstellt wurde, übernommen.
Die ausgebogenen Anstriche und die vergleichsweise schmale Proportion der Versalien stammen so beispielsweise von der Letter Gothic; die abgeschrägten und teilweise leicht gebogenen oberen Abschlüsse der Vertikalen bei Kleinbuchstaben und ein ähnliches g findet man auch bei der Polo GST, die Georg Salden von 1972 bis 1976 entwickelt hatte. Weitere Merkmale sind eine eher großzügige Laufweite und runde Punkte bei i und j. Ein Hauptgestaltungsprinzip der Meta ist der Kontrast zwischen leicht eckigen Innenräumen und ovalen Außenkonturen.
Besonderer Wert wurde auf die gute Unterscheidbarkeit aller Buchstaben gelegt, so hat der Kleinbuchstabe l (wie bei „lange“) einen Bogen, um ihn besser vom Großbuchstaben I (wie bei „Indien“) unterscheiden zu können.
Die Post entschied sich 1986 kurzfristig doch für die Beibehaltung der Helvetica, und die Meta wurde erst 1991 mit dem Programm Ikarus M auf dem Macintosh digitalisiert und als FF Meta in der FontFont-Schriftbibliothek von FSI FontShop International veröffentlicht. Benannt ist die Schrift nach der Designagentur MetaDesign, die unter anderem von Erik Spiekermann gegründet wurde und deren Hausschrift lange die FF Meta war.
Die Schriftart existiert sowohl in der Breite Normal als auch Condensed in den fünf Strichstärken Normal, Book, Medium, Bold und Black, jeweils mit Kapitälchen und passender Kursivschrift, bei der zahlreiche Buchstaben eine entsprechende kursive Form aufweisen. Sowohl Mediävalziffern als auch Versalziffern stehen zur Verfügung. Im Laufe der Zeit wurde die FF Meta immer wieder um Spracherweiterungen ergänzt. So ist sie u. a. auch mit griechischen und kyrillischen Zeichen erhältlich. Auch die Fettegrade wurden erweitert. In den Strichstärken Hairline, Thin und Light gibt es bisher nur die aufrechten Schnitte der FF Meta.
Seit Mitte 2005 steht mit der FF Meta Headline eine Variante der FF Meta zur Verfügung, die speziell für den Einsatz in großen Schriftgraden entwickelt wurde und über ein wesentlich ruhigeres Schriftbild mit weniger Rundungen verfügt. Es gibt sie in den Strichstärken Light, Regular, Bold und Black. Außerdem gibt es die FF Meta Correspondence, die eine größere Laufweite hat und für den Korrespondenzeinsatz gedacht ist.
Seit Oktober 2007 ist die FF Meta Serif, eine Serifenversion der FF Meta, die in Mittellänge und Strichstärke mit der serifenlosen FF Meta abgestimmt ist, im Vertrieb der FontShop AG erhältlich. Erik Spiekermann arbeitete hierfür zusammen mit den Schriftgestaltern Christian Schwartz und Kris Sowersby am Ausbau der Schriftsippe.

## Bedeutung
Ursprünglich für gute Lesbarkeit bei kleinen Schriftgraden konzipiert, hat sie in den 1990er Jahren weite Verbreitung bei Zeitschriften und Beschilderungen gefunden. Momentan ist die FF Meta unter anderem Hausschrift des WDR, der AVM GmbH, der japanischen Automarke Infiniti, des Universitätsklinikums Heidelberg, der Universität Paderborn, der BHT Berlin und vieler anderer. Seit dem 10. April 2007 wird die Schrift auch vom ORF für Bildschirminhalte verwendet.
Die FF Meta Web war die erste kommerziell eingesetzte Schrift im neuen Webfont-Format WOFF. Die Mozilla-Foundation erwarb anlässlich der Veröffentlichung des ersten Browsers, der dieses Format unterstützte (Firefox 3.6), eine Sonderlizenz für die entsprechende Website des Browsers.
Die FF Meta gilt heute neben dem Klassiker Helvetica als erfolgreichste Schrift der 1990er und frühen 2000er Jahre.

## Klassifikation
- Nach DIN 16518 kategorisiert man die FF Meta in der Gruppe VIb (Serifenlose Linear-Antiqua mit Renaissance-Charakter).
- Hans Peter Willberg würde sie in seiner Klassifikationsmatrix als dynamische Grotesk einordnen.

## Nachweise
1. ↑  Das Gerücht, Meta sei eine Kopie von Polo
2. ↑  „Made With FontFont“ hrsg. von Jan Middendorp und Erik Spiekermann (2006) bei BIS Publishers, Amsterdam, ISBN 978-90-6369-129-5, S. 20–23
3. ↑  100 Beste Schriften: Letter Gothic (Memento vom 18. Dezember 2008 im Internet Archive)
4. ↑  FF Meta Serif im Vertrieb der FontShop AG
5. ↑  Corporate Design Manual des WDR (Memento vom 28. September 2007 im Internet Archive)
6. ↑  CD-Handbuch der Uni Paderborn (Memento vom 14. November 2012 im Internet Archive) (PDF; 572 kB)
7. ↑  Styleguide der BHT Berlin
8. ↑  http://www.fontshop.com/fonts/downloads/fontfont/ff_meta_web_pro/ FF Meta Web auf FontShop
9. ↑  http://www.mozilla.com/en-US/firefox/3.6/firstrun/ Mozilla-Firefox-3.6-Website mit FF Meta Web